# Just Say Yes (EP)
Just Say Yes es el primer EP del grupo musical de rock alternativo y rock indie estadounidense The Narrative. Fue lanzado independientemente por el grupo el 30 de agosto de 2008 producido por Bryan Russell en Red Wire Audio.
Las grabaciones comenzaron en 2007 sido inspirado por Death Cab For Cutie en su producción.

## Recepción
El álbum tuvo buena recepción frente a la crítica musical. Absolutepunk.net señaló en su crítica que "Just Say Yes es una de las pequeñas joyas del pop". Algunas canciones están en reality shows de MTV "Real World : Brooklyn","Real World: Cancun" y "Jersey Shore".

## Listado de canciones
Todas las canciones escritas y compuestas por Suzie Zeldin y Jesse Gabriel. 
| Just Say Yes |                               |          |  |
| N.º          | Título                        | Duración |  |
| 1.           | «Castling»                    | 4:19     |  |
| 2.           | «The Moment That It Stops»    | 4:56     |  |
| 3.           | «Eyes Closed»                 | 4:30     |  |
| 4.           | «Libra»                       | 5:25     |  |
| 5.           | «The Photographer's Daughter» | 3:49     |  |
| 6.           | «Waiting Room»                | 4:18     |  |

## Personal
- Suzie Zeldin - vocales, teclados
- Jesse Gabriel - guitarra, vocales

### Personal adicional
- Bryan Russell - productor
- Laura Berger - Designer
- Ian McAlister – Director de arte
- Victoria Zeldin – Backing Vocals
- Ted Feldman – Chelo
- Danica Selvaggio – Arte
- Charles Seich – Batería
- Brandon Strothman – Bajo